# Ширах, Бальдур фон

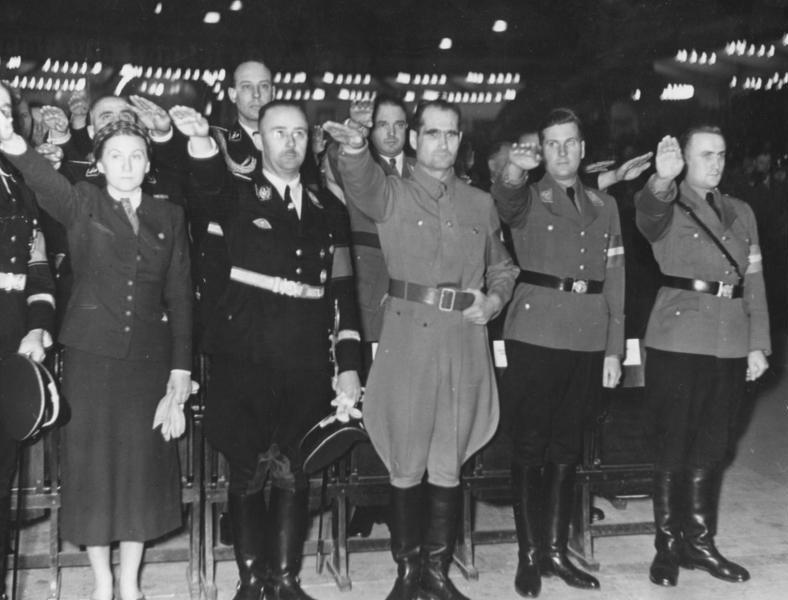
Гертруда Шольц-Клинк, Рейхсфюрер СС Генрих Гиммлер, Рудольф Гесс и Рейхсюгендфюрер фон Ширах, справа от него его заместитель и будущий преемник Аксман. Берлин, февраль 1939 года

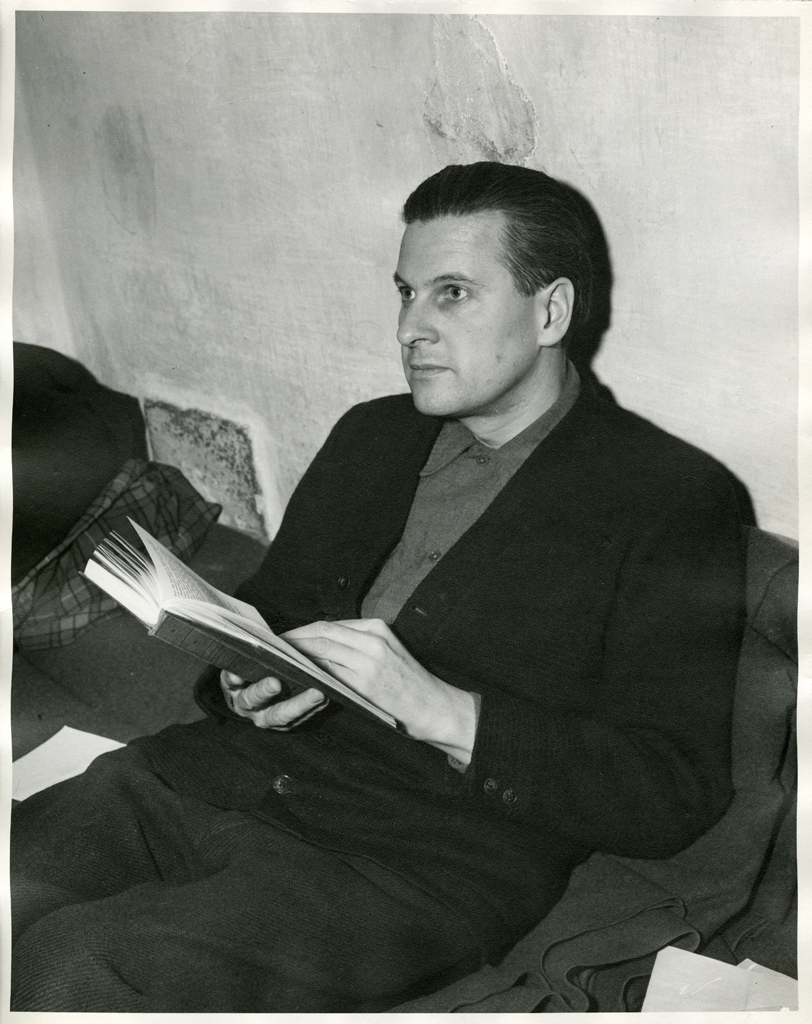
Глава Гитлерюгенда(Рейхсгендфюрер) Бальдур фон Ширах в тюрьме, 26 ноября 1945 года перед судом в Нюрнберге

Бальдур Бенедикт фон Ширах (нем. Baldur Benedikt von Schirach; 9 мая 1907, Берлин — 8 августа 1974, Крёф) — немецкий партийный и молодёжный деятель, рейхсштудентенфюрер (1928-1931) рейхсюгендфюрер (1933—1940), затем гауляйтер Вены. Обергруппенфюрер СА (1941).

## Биография

### Детство и юность
Родился в Берлине в семье, принадлежавшей старинному знатному серболужицкому роду Ширахов. Его отец был офицером гвардейского полка Вильгельма II, позднее вышел в отставку и стал директором театра, сначала в Веймаре, затем в Вене. Мать Шираха, Эмма Мидлтон Ширах, была американкой из Филадельфии. Отец фон Шираха тоже имел американские корни.
Бальдур начал изучать немецкий язык лишь в пятилетнем возрасте, поскольку дома родители разговаривали исключительно по-английски. В детстве он писал стихи и играл на скрипке. Долгое время мечтал о карьере музыканта. В возрасте десяти лет родители отправили его в местечко Бад-Берка в Тюрингии, в закрытый интернат, в котором принципы воспитания детей основывались на идеях педагога-реформатора Германа Литца. Наряду с физическим и нравственным воспитанием большое внимание уделялось преподаванию научных дисциплин.

### Между мировыми войнами
После окончания Первой мировой войны его патриотично настроенный старший брат Карл испытал сильный психологический кризис и покончил жизнь самоубийством, из-за чего взгляды Бальдура фон Шираха радикализовались. Его родители также были недовольны наступившими временами, они забрали его из интерната, и он получил домашнее образование.
В 1918 году вступил в Германский молодёжный союз.
В 1924 году после окончания веймарской гимназии Ширах отправился в Мюнхен. Там он приступил к изучению истории искусств и германистики. В этом же году он вступил в народный союз «оруженосцев», которым руководили бывшие офицеры из нелегальной организации «Чёрный рейхсвер». Бальдур находился среди «оруженосцев», когда те в марте 1925 года охраняли зал, где выступал недавно освободившийся из тюрьмы Гитлер. После собрания Ширах был лично представлен Гитлеру. По собственному признанию, стал антисемитом, прочитав книгу Генри Форда «Международное еврейство».
29 августа 1925 года вступил в НСДАП, в 1927 году — в СА. Занимался активной агитацией среди молодёжи и студентов.
20 июля 1928 года Ширах был избран рейхсфюрером Национал-социалистического союза студентов Германии, рейхсштудентенфюрером (нем. Reichsstudentenführer) в имперском руководстве НСДАП. Проявил себя на этом посту умелым организатором. Тем же летом Ширах совершил поездку в США с матерью, где он встретился со своим дядей Альфредом Норрисом, преуспевающим банкиром с Уолл-стрит. Тот предложил племяннику занять солидный пост в фирме. Но Ширах отклонил это предложение.
19 декабря 1928 года Ширах стал одним из основателей молодёжного «Боевого союза за германскую культуру».
Ширах стремился утвердиться в роли лидера всей немецкой молодёжи. В 1929 году он предпринял первые попытки добиться снижения влияния руководителя гитлерюгенда Курта Грубера, а в 1931 году открыто выступил с критикой в его адрес. Интригуя против Грубера, Ширах установил хорошие отношения с шефом штурмовиков Эрнстом Рёмом, которому напрямую подчинялся гитлерюгенд; он также напрямую обращался к Гитлеру с предложением создать большую молодёжную организацию под контролем НСДАП. Гитлер сначала не воспринял всерьёз идеи Шираха, но в конце концов 30 октября 1931 года назначил Бальдура фон Шираха рейхсюгендфюрером НСДАП (нем. Reichsjugendfuhrer der NSDAP) и подчинил ему гитлерюгенд, студенческий и школьный национал-социалистические союзы.
31 марта 1932 года женился на дочери личного фотографа Гитлера Генриха Гофмана Генриетте Гофман. В семье родилось четверо детей, в том числе старший сын Рихард (1942).
В мае 1932 года Гитлер восстановил самостоятельность молодёжной организации. 13 мая 1932 года Ширах стал рейхсляйтером, превратившись в полноправного руководителя НСДАП. Его уравняли в правах с Ремом. Своим новым положением Ширах сразу воспользовался для борьбы против своего давнего соперника Теодора Адриана фон Рентельна, который временно вместо снятого Грубера исполнял обязанности руководителя гитлерюгенда и национал-социалистического союза школьников. В результате интриг тому пришлось оставить занимаемую должность.
C 17 июня 1932 года — руководитель молодёжи Германского рейха (нем. Jugendfuhrer des Deutsches Reiches). Возглавил ликвидацию молодёжных организаций Германии и захват их собственности. Ширах стал одним из создателей почти религиозного культа фюрера. Осуществлял воспитание германской молодёжи в духе антисемитизма и нацизма, возглавил военную подготовку, проведение полевых учений.
В октябре 1936 года заключил соглашение с Генрихом Гиммлером, по которому члены гитлерюгенда, отвечавшие требованиям СС, рассматривались как главный источник пополнения СС. 1 декабря 1936 года введён в состав имперского кабинета в качестве руководителя молодёжи. Тогда же, на основании декрета, гитлерюгенд был признан единственной молодёжной организацией Германии. 11 августа 1939 года по договорённости с Верховным командованием вермахта обязался проводить допризывную подготовку молодёжи в соответствии с требованиями, установленными в армии.

### Поездка вИран
В декабре 1937 года совершил поездку в Иран с целью поддержки создания иранской бойскаутской организации. Визит широко освещался иранской прессой. В ходе поездки была проведена официальная встреча с шахом Реза Пехлеви. С 1939 году созданные по германскому образцу бойскаутские отряды стали обязательными организациями в школах, а верховным их руководителем был назначен наследный принц Мохаммед Реза Пехлеви.

### Во времяВторой мировой войны
Умело руководил гитлерюгендом, превратив его в массовую молодёжную организацию — к 1940 году в её состав входило 97 % молодых людей призывного возраста.
В декабре 1939 года добровольцем вступил в вермахт, служил в элитном полку «Великая Германия», лейтенант, награждён Железным крестом 2-го класса.
В июне 1940 года по требованию Гитлера отозван из армии.
Однако и на самого фон Шираха были направлены интриги его недоброжелателей, которые провели против него кампанию, обвинив в интересе к «девичьим спальням», а также высмеивали его аристократические манеры и происхождение. В результате этих интриг Гитлер 7 августа 1940 года назначил фон Шираха на менее важный пост — гауляйтера Вены (занимал до 1945 года), заменив его на посту главы гитлерюгенда А. Аксманом.
С 1940 года — имперский комиссар обороны 17-го военного округа, включавшего в себя территорию гау Вена, Верхний Дунай и Нижний Дунай. Выступал с проектом выселения из Вены всех чехов и евреев и превращению её в «германский город». Руководил высылкой из Вены в Генерал-губернаторство оставшихся здесь 60 тысяч евреев.
С 28 сентября 1941 года — президент Великогерманского общества библиофилов.
С 29 июня 1942 года — член сената Германской академии. С 16 ноября 1942 года — имперский комиссар обороны Вены.

### После Второй мировой войны
На Нюрнбергском процессе 1946 года он был признан виновным в преступлениях против человечности и приговорён к двадцати годам заключения. Заключение он полностью отбыл в берлинской военной тюрьме Шпандау. Освобождён 30 сентября 1966 года.
В 1967 году в Гамбурге опубликовал мемуары «Я верил Гитлеру». Умер в Крёфе 8 августа 1974 года.
Его жена Генриетта фон Ширах была отправлена в трудовой лагерь, но в 1949 году была признана невиновной и освобождена. Сразу после освобождения она оформила развод и была лишена родительских прав. Все дети росли и воспитывались в государственных интернатах и детских домах.